# Monte Ruth Gade
Il Monte Ruth Gade (in lingua inglese: Mount Ruth Gade) è una montagna antartica di forma piramidale, alta 3.515 m, situata 6 km a nordest del Monte Wedel-Jarlsberg, nel Quarles Range, catena montuosa che fa parte dei Monti della Regina Maud, in Antartide.
Fu avvistato per la prima volta nel 1911 dalla spedizione antartica guidata dall'esploratore polare norvegese Roald Amundsen.
La denominazione fu assegnata dallo stesso Amundsen, in onore di Ruth Sibley Gade, nata a Rochester nello stato di New York. Il marito, l'architetto John Allyne Gade (fratello del diplomatico norvegese Fredrik Herman Gade), aveva dato un notevole contributo finanziario alla spedizione di Amundsen, che era stato loro ospite prima della partenza l'Antartide. Amundsen  per riconoscenza intitolò il monte alla moglie del suo finanziatore.